# Bernd Oeljeschläger
Bernd Oeljeschläger (* 1968) ist ein deutscher Verleger und Autor und Mitglied der Deutschen Autorennationalmannschaft.

## Werke (Auswahl)
- Wildeshausen hat Geschichte. Bürger- und Geschichtsverein Wildeshausen, Wildeshausen [2001]
- Glasknöpfe, Senftöpfe und Erdalfrosch. Bürger- und Geschichtsverein Wildeshausen, Wildeshausen 2002
- Küche der Geest. Die regionale Küche im Oldenburger Land. Mit zahlreichen kulturhistorischen Erläuterungen und Rezepten von Landfrauen. Aschenbeck und Holstein, Delmenhorst [2004]; ISBN 3-932292-67-7
- „Ihr versteht von den Gräsern weniger als die Kuh“. Aschenbeck & Holstein, Delmenhorst 2004
- „Und schon wird Licht!“ Aschenbeck & Holstein, Delmenhorst 2005
- „Billig und slecht is numms recht“. Aschenbeck & Holstein, Delmenhorst 2006
- Beelitzer Spargel. Aschenbeck & Holstein, Delmenhorst 2007; ISBN 978-3-939401-06-3
- Uckermark. Aschenbeck & Holstein, Delmenhorst 2007
- „Gott behüte uns vor Weiber“. Bürger- und Geschichtsverein Wildeshausen, Wildeshausen 2007
- mit Nils Aschenbeck: Die Hunte – Von Wildeshausen bis Oldenburg. Informativer Kultur- und Naturführer. CULTURCON medien, Wildeshausen 2007; ISBN 978-3-939401-12-4
- Nienburger Spargel. CULTURCON Medien, Berlin 2008; ISBN 978-3-941092-01-3
- mit Olaf Blume: Bildband Wildeshausen & Dötlingen. Informationen in Deutsch, Englisch und Französisch. CULTURCON medien, Wildeshausen 2008; ISBN 978-3-941092-03-7
- Kochen & Backen im Oldenburger Land. Culturcon-Medien, Berlin 2008